# درنت (میسیسیپی)
درنت (به انگلیسی: Durant) شهری در ایالت میسیسیپی کشور ایالات متحده آمریکا است که جمعیت آن در سرشماری سال ۲۰۱۰ میلادی، ۲٬۶۷۳
نفر بوده‌است.